# Car Zhao od Hana
Car Zhao od Hana (94. pr. Kr.–74. pr. Kr.) bio je kineski car iz dinastije Han koji je vladao od 87. pr. Kr. do 74. pr. Kr.
Car Zhao je bio najmlađi sin cara Wua. Kada je Zhao rođen, Wu je već imao 62 godine. Kada je Zhao stupio na prijestolje poslije Wuove smrti 87. pr. Kr. bio je 8-godišnje dijete. Zbog toga je kao regent služio Huo Guang.
Nakon Wuove vladavine, kineska država se značajno teritorijalno proširila, ali su isto tako stalni ratovi ispraznili državnu blagajnu. Zbog toga je car Zhao, pod Huovim pokroviteljstvom, pokrenuo mjere u cilju da se smanje državni troškovi, ali i smanje porezi. Zbog toga se njegova vladavina smatra periodom mira i prosperiteta. Ona je, međutim, završila kada je car Zhao umro u dobi od 20 godina.

## Obitelj
- Otac
  - Wu od Hana
- Majka
  - Supruga Zhao
- Supruga
  - Shangguan, kći Shangguan Ana (89. pr. Kr. - 37. pr. Kr.)
- Djeca
  - nema